# هان مانت
هان مانت (خمر: ហ៊ុន ម៉ាណែត؛ زادهٔ ۲۰ اکتبر ۱۹۷۷) فرمانده نظامی و سیاستمدار اهل کامبوج است، که هم‌اکنون در سمت نخست‌وزیر کامبوج قرار دارد. قبل از انتصاب پست نخست‌وزیری وی به‌عنوان معاون فرمانده کل و فرمانده نیروی زمینی سلطنتی کامبوج فعالیت داشت.
پس از انتخابات سراسری کامبوج در ۲۰۲۳، هون سن در ۲۶ ژانویه استعفای خود را از سمت نخست‌وزیری اعلام کرد و رسماً پسرش هانت مانت را به عنوان نخست‌وزیر موروثی کامبوج معرفی کرد.